# Цудзи, Маки
Маки Цудзи (яп. 辻 麻希; род. 27 апреля 1985 года, в Обихиро, префектура Хоккайдо) — японская конькобежка. Участница зимних Олимпийских игр 2014 года.

## Биография
Маки Цудзи познакомилась с конькобежным спортом в возрасте 4 лет, и начала заниматься в возрасте 6 лет в Обихиро. Она выиграла национальные соревнования по конькобежному спорту среди младших школьников в 3-м классе средней школы на дистанциях 500 и 1000 метров. На Всеяпонском чемпионате среди юниоров заняла 2-е место и была выбрана на чемпионат мира по конькобежному спорту среди юниоров. После окончания средней школы Сиракаба Гакуэн Маки представляла Японию на Кубке мира ISU.
Она завоевала золото на дистанции 1000 метров на чемпионате мира среди юниоров в 2002 году в Коллальбо. На чемпионате Азии на одиночных дистанциях в 2005 и 2009 годах она одержала победы на 1500 метров и на 1000 метров. В октябре 2010 года Цудзи заняла 2-е места на дистанциях 500 и 1000 метров на национальном чемпионате Японии и была выбрана в национальную сборную на чемпионат мира. В январе 2011 года на чемпионате мира в спринтерском многоборье в Херенвене она заняла 10-е место в общем зачёте.
Цудзи сломала правую руку во время тренировки в октябре 2011 года и не могла участвовать в соревнованиях в течение шести месяцев. Она участвовала в 2012 году на чемпионате мира на одиночных дистанциях в Херенвене, где заняла лучшее 9-е место в беге на 500 метров. До 2014 года она не показывала высоких результатов и в январе 2014 года на чемпионате мира в спринтерском многоборье в Нагано поднялась на 10-е место в многоборье.
В олимпийском отборе в 2013 году Цудзи заняла 2-е место в беге на 500 м и 2-е на 1000 м и квалифицировалась на олимпийский турнир 2014 года. На зимних Олимпийских играх в Сочи она заняла 9-е место на дистанции 500 метров и 27-е на 1000 метров. В том же году выиграла дистанцию 500 метров на чемпионате Японии. В 2015 году на чемпионате мира в Астане заняла 11-е место в общем зачёте.
В сезоне 2015/16 годов её лучшим успехом стало 2-е место в командном спринте в общем зачёте Кубка мира. В сезоне 2016/17 она успешно выступила в Кубке мира в одиночных дисциплинах, выиграв серебро в общем зачёте на дистанции 500 метров и заняв общее 14-е место в Кубке мира. А также на чемпионате мира в Калгари поднялась на высокое 6-е место в многоборье.
В 2018 году Цудзи заняла 3-е место в беге на 500 метров в национальном чемпионате и выступала на кубке мира, а в 2019 году заняла общее 11-е место на чемпионате мира в Херенвене. В марте 2022 года она поднялась на 13-е место в общем зачёте на чемпионате мира в спринтерском многоборье в Хамаре.
В апреле 2022 года Маки завершила карьеру спортсменки..

## Личная жизнь
Маки Цудзи работает с 2012 года в больнице Кайсай в Токати Она любит ходить по магазинам и увлекается йогой.